# Remora remora
Espèce
Statut de conservation UICN

 LC  : Préoccupation mineure
Le Rémora commun (Remora remora) est une espèce de poissons pilotes de la famille des Echeneidae.
Il partage le nom rémora commun avec Echeneis naucrates.
Ce poisson-ventouse vit dans les eaux tropicales et tempérées des océans de la planète à une profondeur entre 0 et 200 m.
Le Rémora commun mesure au maximum 86 cm et sa taille commune est de 62 cm.
Il est commensal des requins, des raies mantas, des tortues marines et parfois des bateaux. Il se fixe sur le corps, les nageoires et la cavité branchiale de ses hôtes. Il se nourrit des parasites fixés sur ses hôtes. Il est aussi capable de nager librement sans son hôte.

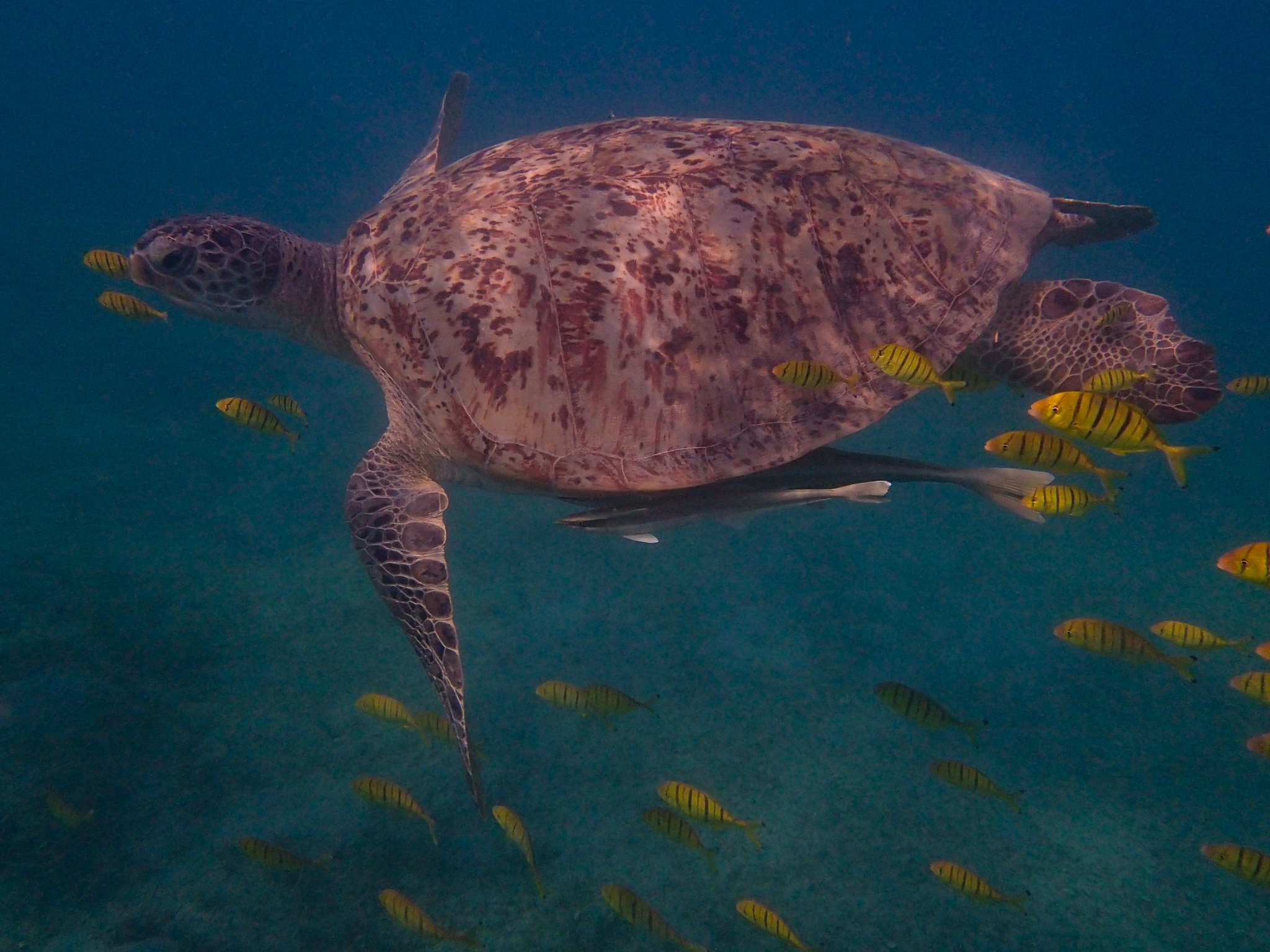
Rémora commun sur une tortue imbriquée.
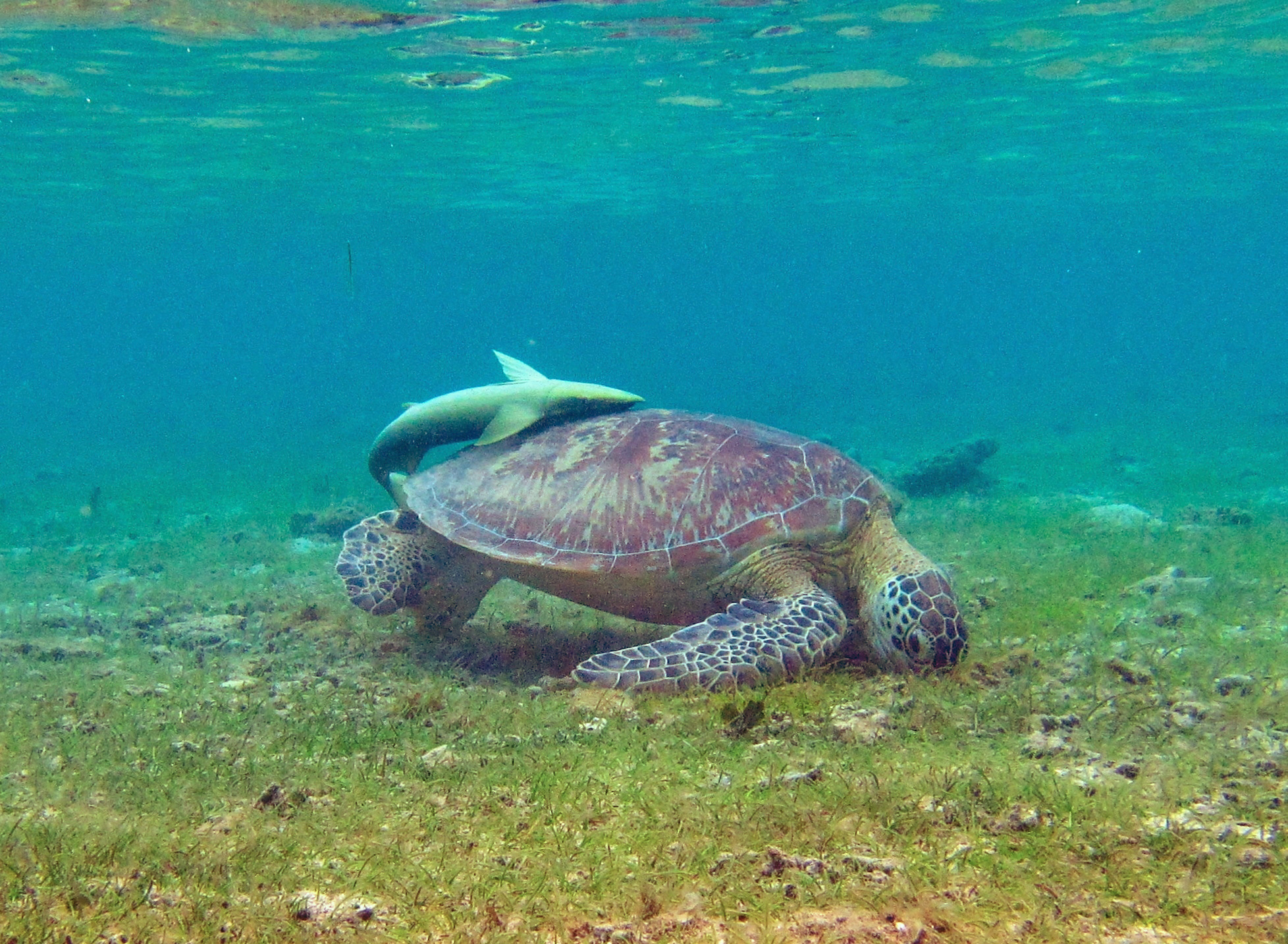
Rémora commun sur une tortue verte.
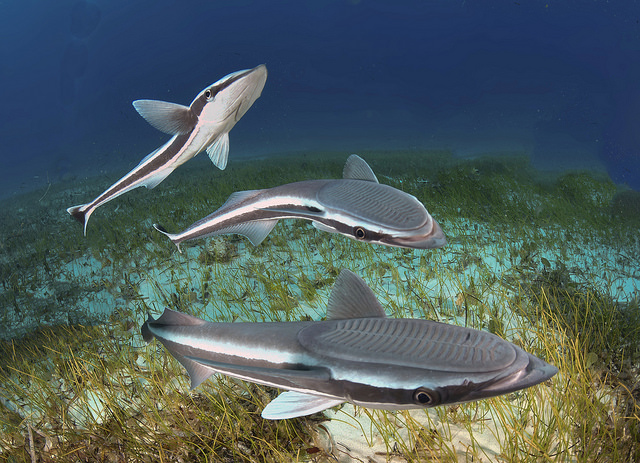
Rémoras communs nageant librement.